# Дедушка

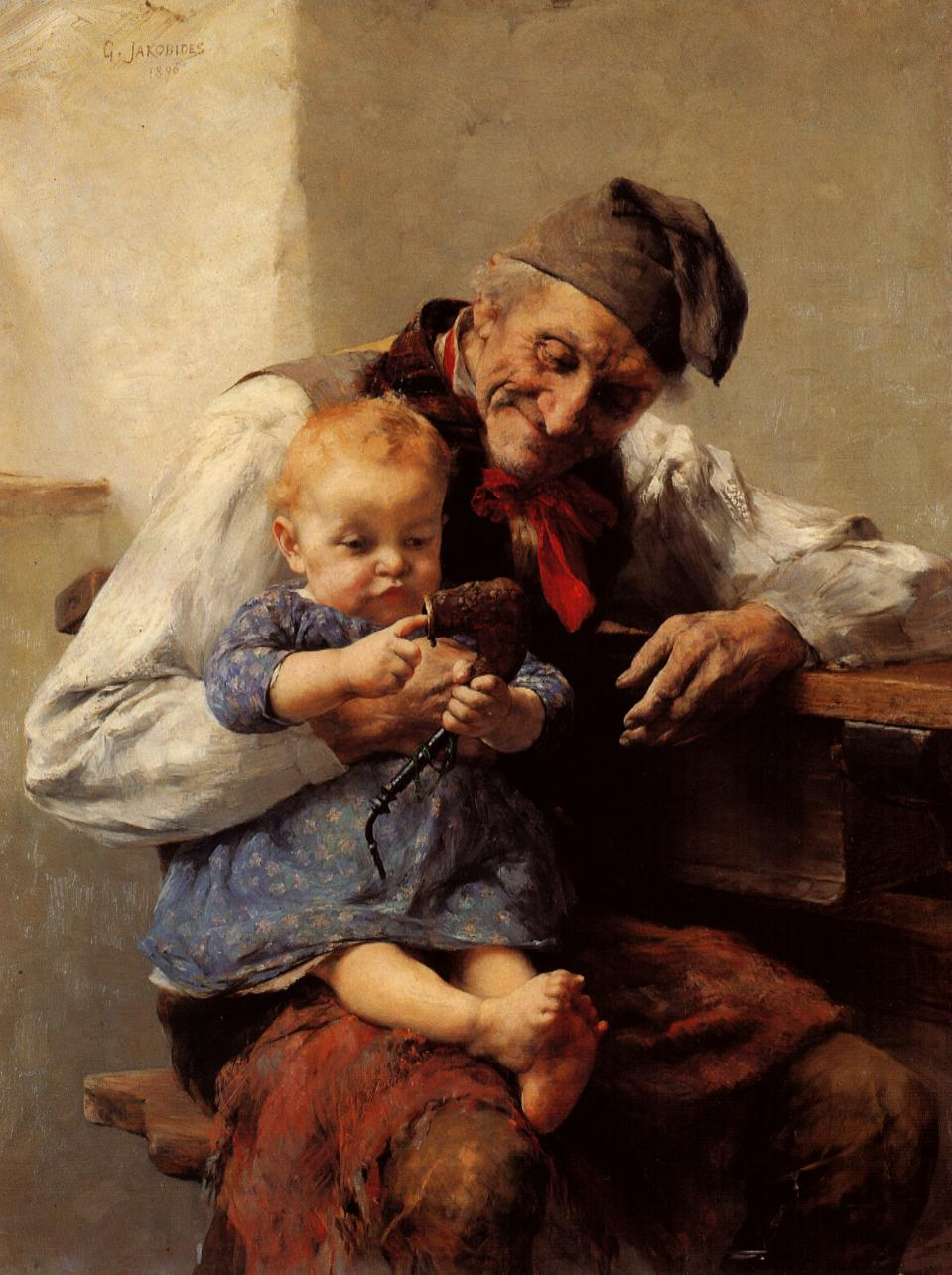
Дед с любимым внуком. Георгиос Яковидис, 1890 год

Дед, де́душка, де́да — отец одного из родителей по отношению к своему внуку, внучке. Отец отца и матери, муж бабушки. Прадедушка — отец деда и бабушки (для правнука), прапрадедушка — отец отца (дед) деда и бабушки и т. д. В более широком значении — любой пожилой мужчина, старик. Мать одного из родителей или пожилую женщину называют бабушкой.

## В славянских языках
В русском, как и в большинстве других славянских языков, для обозначения отца отца или отца матери используется особое слово, происходящее от праславянского *dĕdъ: 
- ст.‑слав. дѣдъ,
- рус. дореф. дѣдъ,
- рус. дед,
- укр. дід, дьідо («дед», а также «муж тётки»),
- бел. дзед, пол. dziad («дед», а также «нищий»), dziadek («дед», «дедушка»),
- кашуб. ȥôd,
- н.-луж. źěd,
- в.-луж. dźěd,
- чеш. děd, диалектное dědeček, děda,
- словац. dedo, диалектальное ȥado,
- словен. dęd,
- древнесерб. дѣдь,
- серб. дјѐд, ħед,
- болг. дядо, диалектальное деда («тесть», «дед»).

## Другие значения
Дедом именуется сказочный персонаж, один из символов наступающего Нового года, обычно являющийся в образе старика в цветной — голубой, синей, красной или белой шубе и шапке, с длинной белой бородой и посохом в руке, в валенках и с мешком подарков — Дед Мороз.
От слова «дед» произошло название такой неуставной системы взаимоотношений в вооружённых силах как «дедовщина».

## В литературе
Дедушка, голубчик, сделай мне свисток!
Дедушка, найди мне беленький грибок!
Ты хотел мне нынче сказку рассказать!
Посулил ты белку, дедушка, поймать!
Ладно, ладно, детки, дайте только срок,
Будет вам и белка, будет и свисток!
А. Н. Плещеев «Старик» (1877)
Песня «Из-за леса, из-за гор, ехал дедушка Егор» — синоним небылицы.